# Josef Holsner
Josef Holsner (Josef Christian Holsner; * 11. Februar 1894 in Göteborg; † 12. Oktober 1969 ebd.) war ein schwedischer Hindernis- und Langstreckenläufer.
Bei den Olympischen Spielen 1920 in Antwerpen schied er über 3000 m Hindernis im Vorlauf aus. Im 3000-Meter-Mannschaftslauf gehörte er zum schwedischen Team, das Bronze gewann, und lieferte mit der Einzelplatzierung 20 ein Streichresultat ab.